# Apocalypse (album de Thundercat)
Pour les articles homonymes, voir Apocalypse (homonymie).
Albums de Thundercat
The Golden Age of Apocalypse
(2011) The Beyond / Where the Giants Roam
(2015)
Apocalypse est le deuxième album Thundercat, sorti le 9 juillet 2013 sous le label Brainfeeder.

## Titres
| No  | Titre                                               | Durée |
| --- | --------------------------------------------------- | ----- |
| 1.  | Tenfold                                             | 3:04  |
| 2.  | Heatbreaks+Setbacks                                 | 3:23  |
| 3.  | The Life Aquatic                                    | 2:36  |
| 4.  | Special Stage                                       | 2:56  |
| 5.  | Tron Song                                           | 2:34  |
| 6.  | Seven                                               | 2:16  |
| 7.  | Oh Sheit It's X                                     | 3:47  |
| 8.  | Without You                                         | 4:41  |
| 9.  | Lotus and the Jondy                                 | 4:52  |
| 10. | Evangelion                                          | 2:20  |
| 11. | We'll Die                                           | 0:55  |
| 12. | A Message for Austin/Praise the Lord/Enter the Void | 6:35  |